# Gières
Gières és un municipi francès, situat a la regió d'Alvèrnia-Roine-Alps, al departament de la Isèra.

## Agermanaments
- 1983: Vignate (Itàlia)
- 1989: Independencia (Perú)
- 1990: Certeze (Romania)
- 1996: Bethléem (Palestina)